# Потье, Филипп
Фили́пп Потье (фр. Philippe Pottier; 9 июля 1938 — 22 сентября 1985) — швейцарский футболист и футбольный тренер, играл на позиции полузащитника. Участник чемпионата мира 1962 года.

## Биография

### Клубная карьера
В течение пяти сезонов Потье играл за «Ла-Шо-де-Фон», в котором стал одним из ключевых игроков команды. В составе этого клуба выиграл два Кубка Швейцарии в 1957 и 1961 годах. В 1961 году переехал во Францию, где в течение пяти сезонов играл за «Стад Франсе». В 1966 году перешёл в «Анже», за который в общей сумме сыграл 21 матч. С двумя французскими клубами Потье не добился высоких успехов.
В 1967 году Потье вернулся в Швейцарию и стал игроком «Серветта». В составе «Серветта» он играл в течение четырёх сезонов и в 1971 году завоевал Кубок Швейцарии, ставший для него третьим в карьере. В составе «гранатовых» он так и не стал яркой звездой клуба, но при этом был одним из ключевых игроков. В 1971 году перешёл в «Этуаль», в котором играл в течение двух сезонов и в 1973 году закончил карьеру.

### Карьера в сборной
Дебютировал за сборную Швейцарии 7 мая 1958 года в товарищеском матче со сборной Швеции — Швейцария проиграла матч со счётом 2:3. В составе сборной Швейцарии принимал участие на чемпионате мира 1962 года, где сыграл в матче со сборной Чили (1:3). Всего за сборную Швейцарии сыграл 16 матчей.

### Тренерская карьера
С 1973 по 1976 год возглавлял «Этуаль» из Каружа.

### Смерть
Скончался 22 сентября 1985 года в возрасте 47 лет после продолжительной болезни.

## Достижения
«Ла-Шо-де-Фон»
- Обладатель Кубка Швейцарии (2): 1956/57, 1960/61

«Серветт»
- Обладатель Кубка Швейцарии (1): 1970/71